# Mitologia guarani

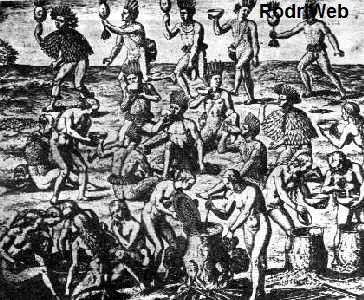
Preparo pelos guaranis de uma bebida alcoólica chamada Ka'u'y (cauim)

A mitologia tupi-guarani é o conjunto de narrativas sobre os deuses e espíritos dos diversos povos tupi-guaranis, antigos e atuais. Juntamente com as cosmogonias (narrativas de criação do universo), as antropogonias (sobre a criação da humanidade) e os rituais são parte das religiões destes povos.

## Cosmogonia: mito da criação
A figura primária na maioria das lendas guaranis da criação é Iamandu ou Nhamandú (Ñamandu), também conhecido como Nhanderu, realizador de toda a criação. Em outras versões, essa figura é Tupã, o senhor do trovão. Outras versões apontam Ñane Ramõi Jusu Papa, ou "Nosso Grande Avô Eterno", que teria se constituído a si próprio a partir de Jasuka, uma substância originária.
Com a ajuda da deusa da Lua Jaci (ou, em outras versões, Araci), Tupã desceu à Terra num lugar descrito como um monte na região do Areguá, no Paraguai, e, deste local, criou tudo sobre a face da Terra, incluindo o oceano, florestas e animais. Também as estrelas foram colocadas no céu nesse momento. Tupã, então, criou a humanidade (de acordo com a maioria dos mitos guaranis, eles foram, naturalmente, a primeira raça criada, com todas as outras civilizações nascidas deles) em uma cerimônia elaborada, formando estátuas de argila do homem e da mulher com uma mistura de vários elementos da natureza. Depois de soprar vida nas formas humanas, deixou-os com os espíritos do bem e do mal e partiu.
Já segundo o mito de Ñane Ramõi Jusu Papa, este teria criado sua esposa, Ñande Jari ou "Nossa Avó", a partir de seu diadema, mas teria logo brigado com ela e ameaçado destruir o mundo. Só não o destruiu porque foi contido pelo cântico sagrado de sua esposa, entoado com o acompanhamento do takuapu, um pedaço de taquara de 1,10 metro de comprimento que é percutido no chão. Até hoje, o takuapu é o instrumento musical das mulheres guaranis, que acompanha musicalmente o toque das maracas dos homens.
Os mbyá-guaranis possuem uma compilação de mitos em forma de cantos sagrados denominada Ayvú Rapyta ("Os Fundamentos do Ser"), que foi coletada e publicada primeiro pelo etnólogo Léon Cadogan em 1953 e traduzida por outros antropólogos posteriores, como Pierre Clastres (1990) e Kaká Werá Jecupé, este último tendo adaptado a tradução poética em seu livro Tupã Tenondé (2001), com base em sua ascendência e convivência indígena em aldeias guarani desde a década de 80, coletando relatos orais dos caciques. A poeta e tradutora Josely Vianna Baptista publicou também uma versão em 2011. O mito descreve Nhamandú, a essência imanifesta de Tupã Tenondé que, por meio de Mborayu (Amor), gera Kuaray e o Grande Som, "que se põe a dançar e cantar na imensidão de Nhamandú e criando mundos através de seus cantos sagrados", realizando a criação como uma música e manifesto na forma de um colibri, pássaro também presente em mitologias das culturas andinas.

## Antropogonia: primeiros humanos
Os humanos originais criados por Tupã eram Rupave e Sypave, nomes que significam "Pai dos povos" e "Mãe dos povos", respectivamente. O par teve três filhos e um grande número de filhas. O primeiro dos filhos foi Tumé Arandú, considerado o mais sábio dos homens e o grande profeta do povo guarani. O segundo filho foi Marangatu, um líder generoso e benevolente do seu povo, e pai de Kerana, a mãe dos sete monstros legendários do mito guarani. Seu terceiro filho foi Japeusá, que foi, desde o nascimento, considerado um mentiroso, ladrão e trapaceiro, sempre fazendo tudo ao contrário para confundir as pessoas e tirar vantagem delas. Ele, finalmente, cometeu suicídio, afogando-se, mas foi ressuscitado como um caranguejo, e, desde então, todos os caranguejos foram amaldiçoados para andar para trás como Japeusá.
Entre as filhas de Rupave e Sypave, estava Porâsý, notável por sacrificar sua própria vida para livrar o mundo de um dos sete monstros lendários, diminuindo seu poder (e portanto o poder do mal como um todo).
Crê-se que vários dos primeiros humanos ascenderam em suas mortes e se tornaram entidades menores.
Já segundo o mito de Ñane Ramõi Jusu Papa e Ñande Jari, estes teriam gerado Ñande Ru Paven ("Nosso Pai de Todos") e sua esposa Ñande Sy ("Nossa Mãe"). Estes, por sua vez, teriam gerado os irmãos Pa'i Kuara e Jasy. Pa'i Kuara teria dado origem aos guaranis caiouás.

## Mitologia

### Os sete monstros lendários
Kerana, a bela filha de Marangatu, foi capturada pela personificação ou espírito do mal chamado Tau (em tupi antigo, Taúba ou Taubymana). Juntos, eles tiveram sete filhos, que foram amaldiçoados pela grande deusa Araci, e todos, exceto um, nasceram como monstros horríveis.
Os sete são considerados figuras primárias na mitologia guarani e, enquanto vários dos deuses menores ou até os humanos originais são esquecidos na tradição verbal de algumas áreas, estes sete são geralmente mantidos nas lendas. Alguns são considerados reais até mesmo em tempos modernos, em áreas rurais ou regiões indígenas. Os sete filhos de Tau e Kerana são, em ordem de nascimento:
- Teju Jagua, deus ou espírito das cavernas e frutas
- Mboi Tu'i, deus dos cursos de água e criaturas aquáticas
- Moñai, deus dos campos abertos. Foi derrotado pelo sacrifício de Porâsý
- Jaci Jaterê, deus da sesta, único dos sete que não aparece como monstro
- Kurupi, deus da sexualidade e fertilidade
- Ao Ao, deus dos montes e montanhas
- Luison, deus da morte e tudo relacionado a ela

### Outros deuses ou figuras importantes
| - Abaangui, um deus creditado pela criação da lua - Abaçaí - Andurá - Angatupyry - Angra - Anhangá ou Anhanga - Boitatá - Boiuna - Caipora - Chandoré - Curupira - Guaraci, Quaraci, Coaraci ou Coraci (do tupi kûarasy, "sol") na mitologia tupi-guarani é a representação do Sol, - Iara - Ipupiara (do tupi antigo 'Ypupîara, "o que está dentro d'água"), um monstro marinho - Irãmaîé, personagem mitológico dos tupis que habitavam a costa brasileira no século XVI. Teria sido o único ser humano sobrevivente de um grande incêndio que teria dado origem ao mundo. Dele, seriam descendentes todos os seres humanos da época anterior ao dilúvio. - Jaci, (do tupi Ya-cy ou Ia-cy, mãe dos vegetais), na mitologia tupi é a deusa Lua, protetora das plantas, dos amantes e da reprodução.[1] - Jurupari, um deus de adoração limitada aos indivíduos do sexo masculino. Atualmente, é cultuado apenas em tribos isoladas no Brasil. | - Karú-Sakaibê: herói civilizador dos índios mundurucus - Lenda da erva-mate - Lenda da vitória-régia - Maíra: um antigo profeta, sucessor de Mairumûana. O termo foi, posteriormente, aplicado aos homens brancos, em especial aos franceses. - Maíra-poxy: traduzido do tupi antigo, "Maíra ruim". Outro personagem mitológico dos tupis da costa brasileira do século 16. - Mairata - Mairumûana ou Maíra-humane (traduzido literalmente do tupi antigo, "o antigo Maíra": Maíra, Maíra + umûana, antigo): um personagem mítico dos tupis que habitavam o litoral brasileiro no século 16. - Mbaeapina (traduzido do tupi antigo, "coisa tosquiada": mba'e, coisa, bicho + apina, tosqueado), um monstro marinho - M'Bororé: velho cacique guarani que guarda uma casa branca sem portas nem janelas no alto Rio Uruguai com tesouros deixados pelos jesuítas - Monãː personagem mitológico dos antigos tupis - Nhanderequeí: literalmente, "nosso irmão mais velho". Herói civilizador dos índios guaranis. - Pombero, um espírito popular de travessura - Pytajovái, deus da guerra | - Rudá, é o deus do amor na mitologia tupi-guarani. Anjo Cupido responsável por flechar e amolecer o coração duro das índias guerreiras e prepará-las para o amor. - Saci - Tamandaré, um pajé lendário que fez uma fonte que inundou o mundo. Ele se abrigou no alto de uma palmeira com sua mulher. Quando a água baixou, o casal deu origem aos índios tupinambás. - Taúba, personagem mitológico dos tupis da costa brasileira do século XVI - Taubymana (literalmente, "o antigo Taúba"), personagem mitológico dos tupis da costa brasileira do século XVI - Tigre Azul ou Jaguar azul (em guarani, Baipu Tuvy, Baipu Chivy ou Jaguarový ou Charía), o ser mitológico que mata a lua durante a fase minguante e que morde o sol durante os eclipses solares. - Tupã (que na língua tupi significa trovão) é uma entidade da mitologia tupi-guarani. - Tupi, o antepassado mítico de todos os povos tupis. - Yvy marã e'ỹ ou Guajupiá, a "terra sem males" |

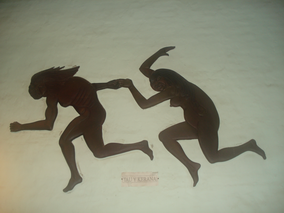
Tau perseguindo Kerana

## Religiões de outros povos
Entre os outros povos indígenas do Brasil, existem diversas outras mitologias e cosmogonias, características de cada povo, embora certos elementos sejam recorrentes entre elas: mitologia dos jês, dos tucanos, dos caribes, dos tupi-guarani antigos e atuais, dos kainguangues, dos bororos, dos carajás, dos arawak, etc.